# Boissy-l’Aillerie
Boissy-l’Aillerie – miejscowość i gmina we Francji, w regionie Île-de-France, w departamencie Dolina Oise.
Według danych na rok 1990 gminę zamieszkiwało 1659 osób, a gęstość zaludnienia wynosiła 254 osób/km² (wśród 1287 gmin regionu Île-de-France Boissy-l’Aillerie plasuje się na 527. miejscu pod względem liczby ludności, natomiast pod względem powierzchni na miejscu 579.).